# 神谷正羽
神谷 正羽（かみや まさのぶ、万治3年（1660年） - 延享2年7月3日（1745年7月31日））は、江戸時代の武士、旗本。通称は源三郎、又五郎。父は神谷正清、母は稲富直賢の娘。妻は松平出羽守の家臣小川市郎衛門の娘。兄弟に正成、大久保是正室。子に、正常、服部保和（服部保慶の養子）、加藤秀邦（加藤茂雅の養子）、神谷保祖（神谷保包の養子）、智成（浅草蓮光寺住職）、娘（門奈富郷室）、養女（山角勝廣室）がいる。

## 生涯
延宝5年（1677年）遺跡を継ぎ、元禄13年（1700年）大番となる。宝永5年（1708年）組頭となるが、享保4年（1719年）勤務不行状につき、小普請入りとなった。知行も減額され、武蔵国の荏原郡・豊島郡・都筑郡・多摩郡の4郡のうち380石余となる。延享2年（1745年）7月3日死去。享年86。